# Letícia Colin
Letícia Helena de Queiroz Colin, mais conhecida como Letícia Colin (Santo André, 30 de dezembro de 1989), é uma atriz, cantora e modelo brasileira.
É mais conhecida pelos seus papéis na televisão e no teatro musical, que lhe renderam aclamação da crítica a tendo como uma das melhores atrizes de sua geração. Colin já recebeu vários prêmios, incluindo um Prêmio APCA, além de ter recebido indicações a um Grande Otelo, um Prêmio Qualidade Brasil e um Emmy Internacional.

## Carreira

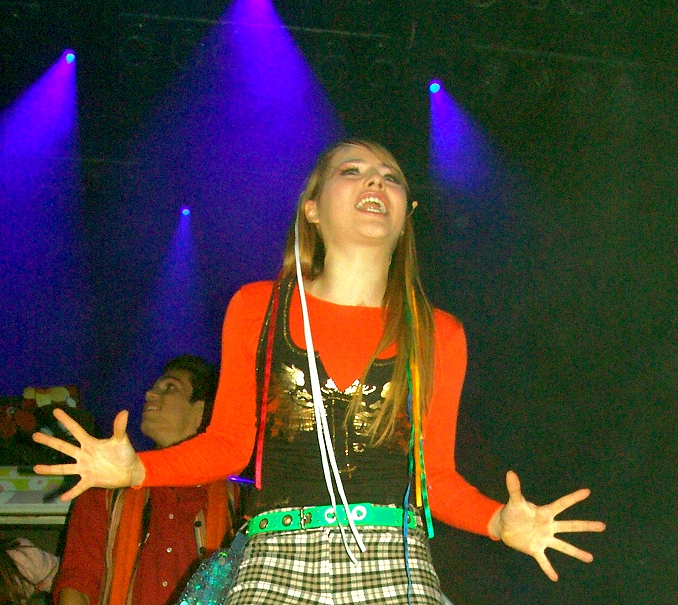
Colin no musical Floribella em 2006.

Colin começou sua carreira como modelo infantil no final da década de 1990 em campanhas publicitárias.
Sua estreia como atriz na televisão foi aos 10 anos, como Glorinha na série Sandy & Júnior, da TV Globo, e em seguida participou da nona temporada do seriado Malhação, em 2002.
Estreou como apresentadora no programa infantil TV Globinho, entre 2003 e 2005.
Em 2005, interpretou a Marta na telenovela Floribella e canta em uma das canções, "Desde Que Te Vi", que fazem parte da trilha sonora da segunda temporada da novela, Floribella 2: É pra Você Meu Coração. Sua personagem na novela era apenas uma participação de dez capítulos na primeira temporada da trama, mas o papel cresceu e Letícia se revelou na pele da DJ Marta. A atriz também participou do musical pro teatro da Floribella - O Musical, em 2006, sendo esse o primeiro de muitos que viriam a seguir.
Migrou para RecordTV em 2007 e esteve no ar na novela Luz do Sol, no papel da vilã Helô. Também atuou em Chamas da Vida, onde viveu um dos grandes momentos da sua carreira, no papel da polêmica Vivi, adolescente que aborta após ser estuprada e engravidar do personagem Lipe, e tendo um romance com menino de rua Demorô, interpretado pelo ator Dáblio Moreira. Pelo papel, foi indicada ao Prêmio Contigo! de Melhor Atriz Coadjuvante.
Letícia recebeu aclamação da crítica por sua atuação no espetáculo musical Hair (2010–11), que lhe rendeu indicações de melhor atriz em importantes premiações do teatro, incluindo o Prêmio APTR, Prêmio Cenym e o Prêmio Qualidade Brasil.
Também estrelou o filme Bonitinha mas Ordinária, reedição da peça homônima de Nelson Rodrigues, sendo seu primeiro grande papel no cinema, onde Letícia protagonizou cenas fortes de nudez e sexo. No teatro, retornou aos musicais em O Despertar da Primavera. No ano seguinte, integrou o elenco de Vidas em Jogo e participou de dois videoclipes do cantor Cícero Lins.
Em 2013, assinou seu retorno para a TV Globo, onde integrou o elenco da novela Além do Horizonte. Em 2015, integrou o elenco da novela Sete Vidas, onde despontou na pele da modelo Elisa de Moraes Ribeiro, que era portadora de dislexia. Ainda naquele ano, interpretou a histérica Paty numa participação em A Regra do Jogo e atuou no filme Ponte Aérea com Caio Blat.
Em 2016 interpretou Júlia, uma jovem da elite carioca da série Nada Será Como Antes, onde se envolvia com a personagem de Bruna Marquezine.

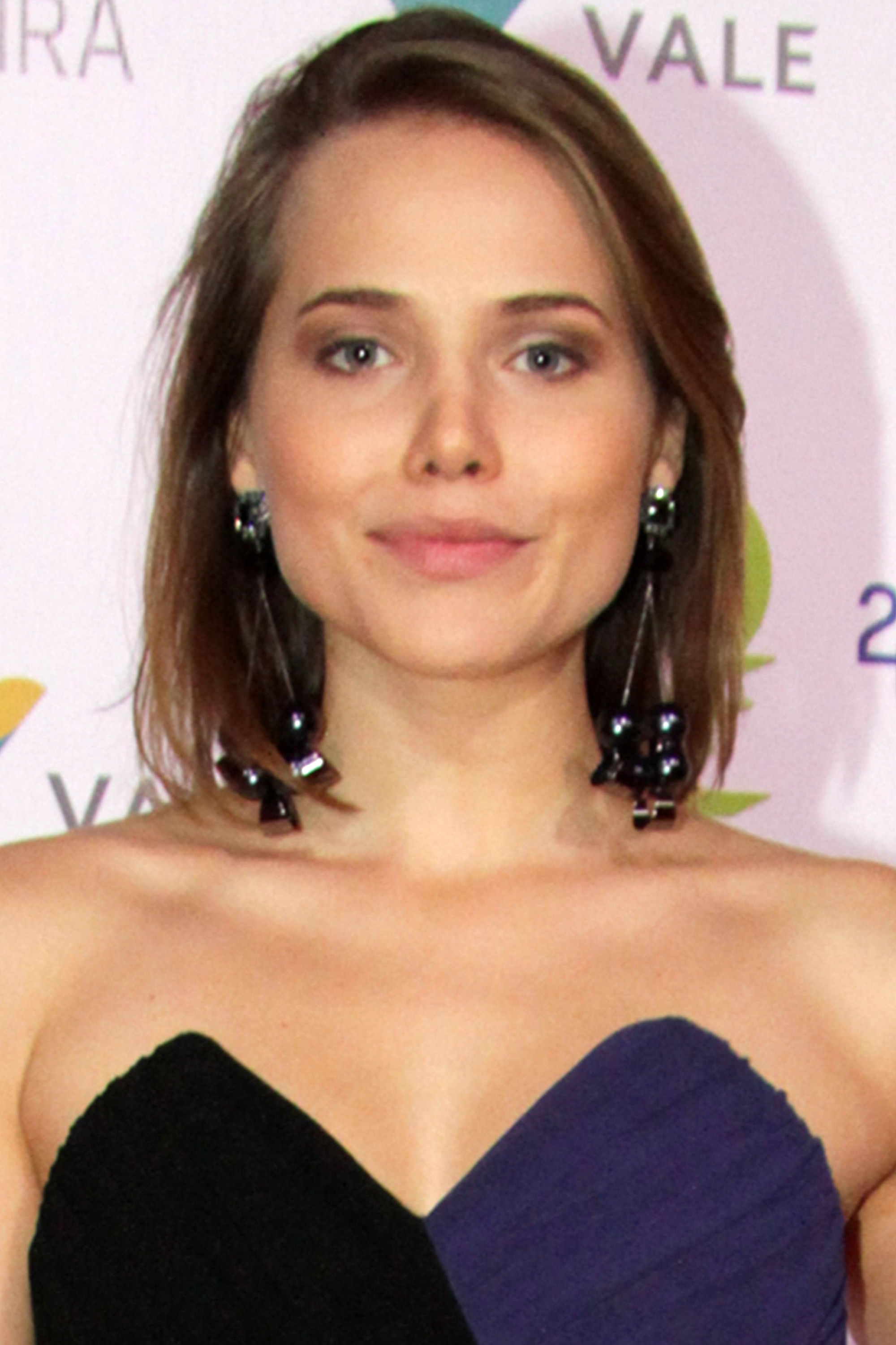
Colin em 2015.

Em 2017, atuou na novela Novo Mundo, uma trama "das 6", na pele imperatriz Leopoldina do Brasil, uma das protagonistas da novela, par romântico de D. Pedro I, personagem de Caio Castro. Sua atuação fez sucesso, e, juntamente com Ingrid Guimarães e Viviane Pasmanter, foi considerada um dos destaques femininos da novela, sendo indicada às principais premiações do país.
Em 2018, a atriz destacou-se novamente na novela Segundo Sol no papel da ambígua Rosa Câmara, uma garota de programa de luxo de origem humilde, recebendo elogios do público e da crítica, recebendo indicação ao Prêmio APCA. No mesmo ano, entrou pra lista "Under 30", eleita pela revista Forbes como uma dos destaques jovens brasileiros de até 30 anos na categoria "Artes & Espetáculos/Entretenimento".
Em 2019, atuou na série de comédia Cine Holliúdy como Marylin, uma garota paulista que chega em Pitombas a contragosto da família e acaba virando a musa dos filmes de Francis, papel de Edmilson Filho. Após a novela, a atriz volta a interpretar a jornalista Renata para a segunda temporada de A Vida Secreta dos Casais.
Em 2021, protagoniza a série dramática Onde Está Meu Coração no papel de Amanda, uma médica residente, de classe média alta, séria e dedicada a seus pacientes. Não aguentando a pressão do hospital, da família e de si mesmo, ela acaba afogando seus anseios nas drogas, tornando-se viciada no crack. Por sua atuação na série, foi elogiada em diferentes línguas no Festival de Berlim e foi indicada ao Emmy Internacional na categoria de Melhor Atriz. Letícia se consagrou na atuação, recebendo um Prêmio APCA. Além de atuar, a atriz também canta o tema de abertura da série, uma regravação de "Mora na Filosofia".
No mesmo ano, integra o elenco da quinta temporada da série Sessão de Terapia, sendo dirigida por Selton Mello, e interpretando a estilista Manuela, paciente de Caio, que acabou de dar à luz sua primeira filha e sofre de depressão pós-parto. Pelo papel, foi indicada ao CCXP Awards de melhor atriz de série.
Em 2022, esteve por trás da fantasia da "Motoqueira", participante da segunda temporada do reality show The Masked Singer Brasil. De julho até dezembro gravou a novela Todas as Flores, do Globoplay, de João Emanuel Carneiro, interpretando sua primeira vilã, a cruel Vanessa, jovem ambiciosa que quer casar com o rico Rafael, personagem de Humberto Carrão enquanto tem um caso com Pablo, papel de Caio Castro, e despreza tanto sua irmã deficiente visual Maíra Sophie Charlotte quanto a mãe trambiqueira Zoé Regina Casé. recebendo elogios pela atuação. Além de atuar, a atriz também canta, junto com Sophie Charlotte, o tema de abertura da novela na regravação de "As Rosas Não Falam". Em 2023, em maio, gravou participação no videoclipe da cantora Anitta. Em julho, gravou o filme As Vitrines, dirigido por Flávia Castro. De outubro até janeiro de 2024, gravou a segunda temporada da série Os Outros, dividindo o protagonismo com Adriana Esteves. Letícia interpreta Raquel, uma corretora de imóveis evangélica, que se envolve em conflitos com vizinhos do novo condomínio na Barra da Tijuca. Em seguida, de março até abril, retornou aos palcos na peça Um Filme Argentino, de Michel Melamed. Além de atuar, ela também assina produção e a trilha.. Em 2024, interpreta a vilã cômica Zélia, em Garota do Momento.

## Vida pessoal
É convertida ao Budismo de Nitiren desde 2015, revelando em entrevistas que, através dessa religião, que conheceu através de um amigo com quem trabalhou no teatro, encontrou seu lugar no mundo, alcançando paz interior e diminuição da ansiedade e da compulsão alimentar com a recitação do daimoku. É praticante de ioga, exercícios físicos e pilates. Teve depressão na adolescência, fez tratamento psicoterápico e ficou preocupada com a possibilidade de ter depressão pós-parto, o que não ocorreu, segundo ela, devido a suas orações budistas.
Sobrinha paterna da apresentadora Adriana Colin, Letícia foi casada com o também ator Michel Melamed, com quem manteve uma união estável de 2016 a 2024. Ambos começaram a se relacionar em 2015. Em 14 de novembro de 2019, nasceu, de parto normal, no Rio de Janeiro, o primeiro filho da atriz, Uri Colin Melamed, na Casa de Saúde São José. Melamed é descendente de família judaica israelita, e escolheram Uri, que é um nome de origem hebraica, comum em Israel, que significa minha luz.

## Filmografia

### Televisão
| Ano       | Título                    | Personagem                                                                   | Notas                                                    |
| --------- | ------------------------- | ---------------------------------------------------------------------------- | -------------------------------------------------------- |
| 2000      | Sandy & Junior            | Glória (Glorinha)                                                            |                                                          |
| 2002      | Malhação                  | Kailani Rodrigues                                                            |                                                          |
| 2003–2005 | TV Globinho               | Apresentadora                                                                |                                                          |
| 2004      | Histórias de Cama & Mesa  | Maria Luísa (Malu)                                                           | Especial de fim de ano                                   |
| 2005      | América                   | Aluna no baile                                                               | Episódio: "23 de abril"                                  |
| 2005      | Floribella                | Marta de Sousa (Martinha)                                                    |                                                          |
| 2007      | Luz do Sol                | Heloísa Bacelar (Helô)                                                       |                                                          |
| 2008      | Chamas da Vida            | Viviane Galvão Ferreira (Vivi)                                               |                                                          |
| 2010      | A História de Ester       | Ana                                                                          |                                                          |
| 2011–2012 | Vidas em Jogo             | Juliana Brandão                                                              |                                                          |
| 2012      | Mandrake                  | Lídia Birman                                                                 | Episódios: "A Investigação" e "Robin Hood de Copacabana" |
| 2013      | Além do Horizonte         | Vitória Castro                                                               |                                                          |
| 2014      | Questão de Família        | Luciana                                                                      | Episódio: "Verdades"                                     |
| 2014      | Amor Veríssimo            | Várias personagens                                                           |                                                          |
| 2015      | Sete Vidas                | Elisa de Moraes Ribeiro                                                      |                                                          |
| 2015      | A Regra do Jogo           | Paty                                                                         | Episódios: "1–10 de setembro"                            |
| 2015      | Chapa Quente              | Angélica                                                                     | Episódio: "De Ciumento e Louco Todo Mundo..."            |
| 2016      | Nada Será Como Antes      | Julia Azevedo Queiroz                                                        |                                                          |
| 2017      | A Vida Secreta dos Casais | Renata                                                                       |                                                          |
| 2017      | Cidade Proibida           | Daisy                                                                        | Episódio: "Caso Daisy"                                   |
| 2017      | Novo Mundo                | Maria Leopoldina de Áustria, Imperatriz do Brasil                            |                                                          |
| 2018      | Segundo Sol               | Rosa Câmara                                                                  |                                                          |
| 2019      | Cine Holliúdy             | Maria Marylin da Silva                                                       |                                                          |
| 2020      | Diário de Um Confinado    | Priscila Amaral (Pri)                                                        |                                                          |
| 2021      | Onde Está Meu Coração     | Drª. Amanda Vergueiro Meireles                                               |                                                          |
| 2021      | Sessão de Terapia         | Manoela Santana (Manu)                                                       |                                                          |
| 2021      | Nos Tempos do Imperador   | Maria Leopoldina da Áustria, Imperatriz do Brasil                            | Episódio: "9 de agosto"                                  |
| 2022      | The Masked Singer Brasil  | Participante (14º lugar)                                                     | Temporada 2                                              |
| 2022–2023 | Todas as Flores           | Vanessa da Cruz                                                              |                                                          |
| 2024      | Falas de Acesso           | Letícia Cardoso                                                              | Especial do dia do PCD                                   |
| 2024      | Os Outros                 | Raquel Correia                                                               | Temporada 2                                              |
| 2024–2025 | Garota do Momento         | Zélia Teixeira Martins Godoy / Zélia Ribeiro / Branca Rangel / Odete Queiroz |                                                          |
| 2025      | Show 60 Anos              | Vanessa da Cruz                                                              | Especial dos 60 anos da Globo                            |

### Cinema
| Ano  | Título                                       | Personagem            | Notas          |
| ---- | -------------------------------------------- | --------------------- | -------------- |
| 2004 | Um Show de Verão                             | Irmã do Fred          |                |
| 2005 | Apnéia                                       | Bianca                | Curta-metragem |
| 2011 | Amor?                                        | Carol                 |                |
| 2013 | Bonitinha, mas Ordinária                     | Maria Cecilia Werneck |                |
| 2014 | Não Pare na Pista                            | Ana                   |                |
| 2015 | Ponte Aérea                                  | Amanda Paes           |                |
| 2016 | Um Namorado para Minha Mulher                | Mariana               |                |
| 2016 | Amor em Sampa                                | Mabel                 |                |
| 2017 | Os Saltimbancos Trapalhões: Rumo a Hollywood | Karina Bartholo       |                |
| 2017 | Entre Irmãs                                  | Lindalva              |                |
| 2023 | A Porta ao Lado                              | Mari                  |                |
| 2023 | Sexo, Poder e Arte                           | Karen Fonseca         | Curta-metragem |
| 2025 | As Vitrines                                  | Janaina               |                |
| 2025 | A Lista                                      | Carolina              |                |

### Internet
| Ano  | Título                                      | Personagem | Notas                  |
| ---- | ------------------------------------------- | ---------- | ---------------------- |
| 2014 | A Lei de Murphy                             | Joana      |                        |
| 2018 | Rascunhos Esquecidos de Uma Caixa Sem Saída | Leitora    | Episódio: "Amor Livre" |
| 2020 | Lelê Micha Nano Show                        | Lelê       | Também diretora        |

### Vídeos musicais
| Ano  | Música                  | Artista     |
| ---- | ----------------------- | ----------- |
| 2006 | "Vem Dançar"            | Floribella  |
| 2006 | "Eu Posso, Você Também" | Floribella  |
| 2011 | "Tempo de Pipa"         | Cícero Lins |
| 2012 | "Ponto Cego"            | Cícero Lins |

## Teatro
| Ano  | Título                              | Personagem                   | Nota                            |
| ---- | ----------------------------------- | ---------------------------- | ------------------------------- |
| 2004 | O Diário de Débora                  | Débora                       |                                 |
| 2004 | Adolescente Faz Cada Uma            | Várias personagens           |                                 |
| 2004 | Fascinação                          |                              |                                 |
| 2006 | Floribella - O Musical              | Marta                        |                                 |
| 2007 | Namoro                              |                              |                                 |
| 2009 | O Despertar da Primavera            | Ilse Neumann                 |                                 |
| 2010 | Hair                                | Jeanie                       |                                 |
| 2011 | O Menino que Vendia Palavras        |                              |                                 |
| 2012 | Como Vencer na Vida Sem Fazer Força | Rosemary Pilkington          |                                 |
| 2014 | O Grande Circo Místico - O Musical  | Beatriz                      |                                 |
| 2015 | Mas Por Quê??! A História de Elvis  | Cecília                      |                                 |
| 2016 | O Grande Amor da Minha Vida         | Maria Helena                 |                                 |
| 2024 | Um Filme Argentino                  | Cláudia / várias personagens | Também assina produção e trilha |

## Discografia

### Trilha sonora
| Ano  | Título                        | Outro(s) artista(s) | Álbum                                                  | Videoclipe |
| ---- | ----------------------------- | ------------------- | ------------------------------------------------------ | ---------- |
| 2006 | "Desde Que Te Vi"             | —                   | Floribella 2: É pra Você Meu Coração                   | Sim        |
| 2010 | "Mamãe, Me Explica (Reprise)" | Malu Rodrigues      | O Despertar da Primavera - O Musical                   | —          |
| 2010 | "Um Escuro sem Fim"           | Laura Lobo          | O Despertar da Primavera - O Musical                   | —          |
| 2010 | "Acredito"                    | Todo elenco         | O Despertar da Primavera - O Musical                   | —          |
| 2010 | "Vento Triste"                | —                   | O Despertar da Primavera - O Musical                   | —          |
| 2010 | "Canção de um Verão"          | Todo elenco         | O Despertar da Primavera - O Musical                   | —          |
| 2021 | "Mora na Filosofia"           | Dany Roland         | Onde Está Meu Coração - Música Original De Dany Roland | —          |
| 2022 | "As Rosas Não Falam"          | Sophie Charlotte    | Todas as Flores: Trilha Sonora                         | —          |

## Prêmios e indicações
| Ano  | Prêmio                                   | Categoria                              | Indicação                     | Resultado |
| ---- | ---------------------------------------- | -------------------------------------- | ----------------------------- | --------- |
| 2002 | Melhores do UOL e PopTevê                | Atriz Revelação                        | Malhação                      | Indicada  |
| 2008 | Melhores do UOL e PopTevê                | Melhor Atriz                           | Chamas da Vida                | Indicada  |
| 2009 | Prêmio Contigo! de TV                    | Melhor Atriz Coadjuvante               | Chamas da Vida                | Indicada  |
| 2011 | Prêmio APTR de Teatro                    | Melhor Atriz Coadjuvante               | Hair                          | Indicada  |
| 2011 | Prêmio Qualidade Brasil                  | Melhor Atriz de Musical                | Hair                          | Indicada  |
| 2011 | Prêmio Cenym de Teatro                   | Melhor Atriz Coadjuvante               | Hair                          | Indicada  |
| 2011 | Prêmio Cenym de Teatro                   | Melhor Elenco                          | Hair                          | Indicada  |
| 2013 | Prêmio Inspiração do Amanhã              | Melhor Atriz                           | Bonitinha, mas Ordinária      | Venceu    |
| 2016 | Prêmio Referência Nacional               | Destaque                               | Bonitinha, mas Ordinária      | Venceu    |
| 2017 | Melhores do Ano                          | Melhor Atriz de Novela                 | Novo Mundo                    | Indicada  |
| 2017 | Prêmio Extra de Televisão                | Melhor Atriz                           | Novo Mundo                    | Indicada  |
| 2017 | Prêmio Contigo!                          | Melhor Atriz de Novela                 | Novo Mundo                    | Indicada  |
| 2017 | Troféu UOL TV e Famosos                  | Melhor Atriz (voto dos críticos)       | Novo Mundo                    | Venceu    |
| 2017 | Prêmio Gshow                             | Migos do Ano (com Isabelle Drummond)   | Novo Mundo                    | Venceu    |
| 2017 | Melhores da TV Press                     | Melhor Atriz                           | Novo Mundo                    | Venceu    |
| 2017 | Melhores do Ano NaTelinha                | Melhor Atriz                           | Novo Mundo                    | Indicada  |
| 2017 | Melhores do Ano Minha Novela             | Melhor Atriz                           | Novo Mundo                    | Indicada  |
| 2017 | Melhores do Ano Minha Novela             | Melhor Casal (com Caio Castro)         | Novo Mundo                    | Indicada  |
| 2017 | Melhores do Ano Diário Gaúcho            | Melhor Atriz                           | Novo Mundo                    | Indicada  |
| 2018 | Grande Prêmio do Cinema Brasileiro       | Melhor Atriz Coadjuvante               | Entre Irmãs                   | Indicada  |
| 2018 | Melhores do Ano                          | Melhor Atriz Coadjuvante               | Segundo Sol                   | Venceu    |
| 2018 | Troféu APCA                              | Melhor Atriz                           | Segundo Sol                   | Indicada  |
| 2018 | Prêmio The Brazilian Critic              | Melhor Atriz Coadjuvante em Telenovela | Segundo Sol                   | Indicada  |
| 2018 | Troféu UOL TV e Famosos                  | Melhor Atriz                           | Segundo Sol                   | Indicada  |
| 2018 | Prêmio Gshow                             | A Crush do Ano                         | Segundo Sol                   | Indicada  |
| 2018 | Prêmio Gshow                             | Shipp do Ano (com Chay Suede)          | Segundo Sol                   | Indicada  |
| 2018 | Prêmio Contigoǃ Online                   | Melhor Atriz Coadjuvante               | Segundo Sol                   | Indicada  |
| 2018 | Prêmio Extra de Televisão                | Melhor Atriz Coadjuvante               | Segundo Sol                   | Indicada  |
| 2018 | Prêmio F5                                | Melhor Atriz de Novela                 | Segundo Sol                   | Indicada  |
| 2018 | Prêmio BreakTudo                         | Melhor Atriz Nacional                  | Segundo Sol                   | Indicada  |
| 2018 | Melhores do Ano NaTelinha                | Melhor Coadjuvante                     | Segundo Sol                   | Venceu    |
| 2018 | Troféu Observatório da Televisão         | Melhor Atriz Coadjuvante               | Segundo Sol                   | Venceu    |
| 2018 | Melhores do Ano Minha Novela             | Melhor Atriz Coadjuvante               | Segundo Sol                   | Venceu    |
| 2018 | Melhores do Ano Diário Gaúcho            | Melhor Coadjuvante                     | Segundo Sol                   | Indicada  |
| 2019 | Troféu Internet                          | Melhor Atriz                           | Segundo Sol                   | Indicada  |
| 2019 | Prêmio Geração Glamour                   | Atriz do Ano                           | Segundo Sol                   | Venceu    |
| 2019 | Melhores do Ano                          | Atriz de Série, Minissérie ou Seriado  | Cine Holliúdy                 | Indicada  |
| 2019 | Prêmio Contigo! Online                   | Melhor Atriz de Série                  | Cine Holliúdy                 | Indicada  |
| 2019 | Prêmio The Brazilian Critic              | Melhor Atriz em Série de Comédia       | Cine Holliúdy                 | Indicada  |
| 2021 | Prêmio F5                                | Melhor Atriz de Série                  | Onde Está Meu Coração         | Indicada  |
| 2021 | Prêmio Notícias da TV                    | Ator ou Atriz de Série                 | Onde Está Meu Coração         | Indicada  |
| 2021 | Melhores do Ano NaTelinha                | Melhor Atriz                           | Onde Está Meu Coração         | Indicada  |
| 2021 | Melhores do Ano                          | Atriz de Série                         | Onde Está Meu Coração         | Indicada  |
| 2021 | Prêmio Contigo! Online                   | Melhor Atriz de Série                  | Onde Está Meu Coração         | Indicada  |
| 2021 | Prêmio APCA de Televisão                 | Melhor Atriz                           | Onde Está Meu Coração         | Venceu    |
| 2022 | SEC Awards                               | Melhor Atriz em Série Nacional         | Onde Está Meu Coração         | Indicada  |
| 2022 | Emmy Internacional                       | Melhor Atriz                           | Onde Está Meu Coração         | Indicada  |
| 2022 | CCXP Awards                              | Melhor Atriz Série (Brasil)            | Onde Está Meu Coração         | Indicada  |
| 2022 | CCXP Awards                              | Melhor Atriz Série (Brasil)            | Sessão de Terapia             | Indicada  |
| 2022 | Festival de Gramado                      | Melhor Atriz                           | A Porta ao Lado               | Indicada  |
| 2022 | Prêmio Melhores do Ano Social1           | Melhor Atriz                           | Todas as Flores               | Indicada  |
| 2022 | Splash Awards                            | Melhor Atuação                         | Todas as Flores               | Indicada  |
| 2022 | Retrô Gshow                              | Melhor Cena                            | Todas as Flores               | Indicada  |
| 2022 | Prêmio APCA de Televisão                 | Melhor Atriz                           | Todas as Flores               | Indicada  |
| 2023 | Prêmio iBest                             | Influenciador Protagonista             | Todas as Flores               | Indicada  |
| 2023 | SEC Awards                               | Melhor Atriz Nacional                  | Todas as Flores               | Indicada  |
| 2023 | BreakTudo Awards                         | Melhor Atriz Nacional                  | Todas as Flores               | Indicada  |
| 2023 | Prêmio Noticiasdetv.com                  | Melhor Atriz Antagonista               | Todas as Flores               | Indicada  |
| 2023 | Acervo Awards                            | Atriz do Ano                           | Todas as Flores               | Indicada  |
| 2023 | Melhores do Ano NaTelinha                | Melhor Atriz                           | Todas as Flores               | Indicada  |
| 2023 | Prêmio ArteBlitz de Novela               | Melhor Atriz Vilã (voto do júri)       | Todas as Flores               | Venceu    |
| 2023 | Splash Awards                            | Melhor Atuação em Novela               | Todas as Flores               | Venceu    |
| 2023 | Melhores do Ano                          | Melhor Atriz de Novela                 | Todas as Flores               | Venceu    |
| 2023 | Prêmio Área VIP                          | Melhor Atriz                           | Todas as Flores               | Indicada  |
| 2023 | Prêmio APCA de Televisão                 | Melhor Atriz                           | Todas as Flores               | Indicada  |
| 2024 | Prêmio iBest                             | Protagonista Influenciador             | Todas as Flores               | Indicada  |
| 2024 | Festival Sesc Melhores Filmes            | Melhor Atriz Nacional                  | A Porta ao Lado               | Indicada  |
| 2024 | Troféu Que História É Essa, Porchat?     | Melhor História                        | "Um Parto Surpresa"           | Indicada  |
| 2024 | Melhores do Ano - Retrospectiva GENTE    | Atriz do Ano                           | Os Outros / Garota do Momento | Venceu    |
| 2024 | Prêmio Noticiasdetv.com                  | Melhor Atriz Protagonista              | Os Outros                     | Indicada  |
| 2024 | Melhores do Ano                          | Atriz de Série                         | Os Outros                     | Indicada  |
| 2024 | Troféu Sala de TV                        | Melhor Atriz                           | Os Outros                     | Indicada  |
| 2025 | SEC Awards                               | Melhor Atriz em Série Nacional         | Os Outros                     | Pendente  |
| 2025 | Prêmio Grande Otelo do Cinema Brasileiro | Melhor Atriz de Série                  | Os Outros                     | Pendente  |
| 2025 | Prêmio iBest                             | Protagonista Influenciador             | Garota do Momento             | Pendente  |

### Lista "Forbes Under 30"
- Em 2018, foi incluída na lista "Forbes Under 30", na categoria Artes & Espetáculos/Entretenimento. A lista traz os trinta jovens de destaque no Brasil nas mais diversas categorias, eleitos pela revista Forbes.[163]